# تیرماهی ویپا
تیرماهی ویپا (نام علمی: Pterocerdale insolita) نام یک گونه از راسته سوف‌ماهی‌سانان است.